# Mathilde von Haldensleben
Mathilde von Haldensleben (auch Mathilda; lebte um 993) war Ehefrau des Slawenfürsten Pribislaw und später Äbtissin in Magdeburg.

## Erwähnung
Thietmar von Merseburg berichtete in seiner Chronik:
„In diesen Tagen heiratete die Nonne Mathilde, eine Tochter Markgraf Dietrichs, den Slawen Pribislaw. Später hielt sie Bolilut, der unrechtmäßige Kommandant der Burg Brandenburg, in so harter Haft, dass sie weder die Geburt des Herrn noch andere Feiern durch gebührendes Fasten vorbereiten oder in Festesfreude begehen konnte. Dort gebar sie einen Sohn, den sie in Trauer aufzog; doch erreichte sie später ihre Befreiung aus diesem Elend und trotz ihrer Unwürdigkeit eine Abtei zu Magdeburg. Ihr Mann war zuvor am 28. Dezember durch die Zwillingsbrüder Ugio und Uffiko umgekommen.“

## Leben
Mathilde war eine Tochter des Markgrafen der Nordmark Dietrich von Haldensleben und möglicherweise einer Tochter des Grafen Lothar von Walbeck (?). Sie heiratete einen wichtigen Slawen Pribislaw, der wahrscheinlich Fürst in Brandenburg oder Anwärter auf die slawische Herrschaft der Burg war. Ihre Schwester Oda war die Gattin des polnischen Fürsten Mieszko.
Wahrscheinlich Ende 993 (oder 994) wurde sie Gefangene des neuen slawischen Herrschers Boliliut, nachdem ihr Mann getötet worden war. Mathilde gebar dort ihren Sohn. Wann sie aus der Gefangenschaft kam, ist nicht überliefert, wahrscheinlich spätestens 997, als König Otto III. noch einmal kurzzeitig in das Hevellerland eindrang.
Danach war Mathilde Äbtissin im St. Laurentiustift in Magdeburg. Ihr Todesjahr ist unbekannt.